# Ordan Petlevski
Ordan Petlevski (Prilep, 24. siječnja 1930. – Zagreb, 22. siječnja 1997.), je hrvatski slikar, grafičar i ilustrator makedonskog podrijetla, koji je gotovo čitav svoj život proveo u Zagrebu. Otac je hrvatske književnice Sibile Petlevske.

## Životopis
Petlevski je došao u Zagreb na studij ranih 1950-ih, na kratko živuću Akademiju primijenjene umjetnosti, diplomirao je 1955. godine. Nakon toga nastavio je na specijalki kod Krste Hegedušića 1955. do 1960. U dva navrata odlazi na kraći studijski boravak u Pariz. Već od kraja 1950-ih uključuje se u likovni život Zagreba, slika, ilustrira knjige, izlaže.
U ranoj fazi svog stvaralaštva (1954. – 1957.) Petlevski slika pomalo svoje jako stilizirane figure, a glavni motivi su mu akt, figura čovjeka i mrtve prirode. Nakon toga slijedi jedna kraća faza približavanja nadrealizmu, a od 1959. i Petlevski otkriva francuski informel (koji je tad bio moda u Zagrebu). Petlevski kreira svoj vlastiti informel, jedan spoj apstraktnog i figurativnog - organičko slikarstvo. Nakon što je pronašao sebe i svoj autentični likovni izraz, Petlevski je nadalje improvizirao u okviru toga. Poigravao se je sa žarkim tonovima, i velikim slojevima boja. Slike mu nose organičke nazive; Cvjetanje, Oživljeni fosil, Rast forme, Plodovi, Diobe, Zametak, Oblik izobilja,
Održao je veliki broj samostalnih izložbi; Zagreb, Beograd, Skoplje, Sarajevo, Pariz, a sudjelovao je i na dvjestotinjak skupnih izložbi diljem svijeta. Petlevski je izlagao i na Venecijanskom bijenalu 1964. s tadašnjom zagrebačkom reprezentacijom; Oton Gliha, Edo Murtić, Zlatko Prica, Frano Šimunović, Vojin Bakić, Dušan Džamonja

### Nagrade
Dobitnik je i brojnih nagrada među kojima vrijedi istaknuti; 
- 1 nagrada na 1. internacionalnom bijenalu mladih, Pariz (1959.)
- Švicarska nagradu za slikarstvo, Lausanne (1961.)
- 1. nagrada za slikarstvo na 1. jugoslavenskom trijenalu likovnih umjetnosti, Beograd (1961.)
- Godišnja nagrada “Vladimir Nazor” (1978.).[2]

### Izložbe
- Tonko Maroević: Retrospektivna izložba, Umjetnički paviljon-Zagreb, 26.10.1973 - 14.11.1973
- Ž. Koščević: Retrospektivna izložba, Galerija Klovićevi dvori, 1999.

## Vanjske poveznice
- Renata Margaretić: Izmicanje umjetničke višeslojnosti[neaktivna poveznica] (hrv.)
- Galerija Kaptol, Ordan Petlevski: žena  Arhivirana inačica izvorne stranice od 10. ožujka 2016. (Wayback Machine) (hrv.)
- Blesok, review by Sibila Petlevski, Biography as a Spiritual Travelogue  Arhivirana inačica izvorne stranice od 22. veljače 2014. (Wayback Machine) (engl.)